# Pseudodidymosphaeria
Pseudodidymosphaeria is een geslacht van schimmels behorend tot de familie Massarinaceae. De typesoort is Pseudodidymosphaeria spartii.

## Soorten
Volgens Index Fungorum telt het geslacht twee soorten (peildatum april 2022):
| Soortnaam                    | Auteur(s)                               | Publicatiejaar |
| ---------------------------- | --------------------------------------- | -------------- |
| Pseudodidymosphaeria phlei   | Phukhams., Camporesi & K.D. Hyde        | 2016           |
| Pseudodidymosphaeria spartii | (Fabre) Thambug., Camporesi & K.D. Hyde | 2015           |